# Coppa Libertadores 1971
La Coppa Libertadores 1971 fu la 12ª edizione della Coppa Libertadores e vide la vittoria del Nacional Montevideo.

## Quarti di finale

### Gruppo 1 Argentina, Perù
13.02 Sporting Cristal Lima - Universitario Lima 0:0

19.02 Boca Juniors Buenos Aires - Rosario Central 2:1

23.02 Sporting Cristal Lima - Rosario Central 1:2

26.02 Universitario Lima - Rosario Central 3:2

01.03 Sporting Cristal Lima - Boca Juniors Buenos Aires 2:0

04.03 Universitario Lima - Boca Juniors Buenos Aires 0:0

16.03 Rosario Central - Universitario Lima 2:2

17.03 Boca Juniors Buenos Aires - Sporting Cristal Lima 2:2
- Nota: sospesa per incidenti. Le successive partite del Boca Juniors verranno perse a tavolino a causa di questi incidenti.

25.03 Rosario Central - Sporting Cristal Lima 4:0

25.03 Boca Juniors Buenos Aires - Universitario Lima 0:0 vinta a tavolino dal Universitario Lima

31.03 Universitario Lima - Sporting Cristal Lima 3:0

31.03 Rosario Central - Boca Juniors Buenos Aires 0:0 
Nota: vinta a tavolino dal Rosario Central
| Club                      | G | V | N | P | Pti | GF | GS |
| ------------------------- | - | - | - | - | --- | -- | -- |
| Universitario Lima        | 6 | 3 | 3 | 0 | 9   | 8  | 4  |
| Rosario Central           | 6 | 3 | 1 | 2 | 7   | 11 | 8  |
| Boca Juniors Buenos Aires | 6 | 1 | 2 | 3 | 4   | 4  | 5  |
| Sporting Cristal Lima     | 6 | 1 | 2 | 3 | 4   | 5  | 11 |

### Gruppo 2 Bolivia, Uruguay
14.02 Chaco Petrolero La Paz - The Strongest La Paz 1:2

02.03 Nacional Montevideo - Peñarol Montevideo 2:1

06.03 Chaco Petrolero La Paz - Nacional Montevideo 0:1

07.03 The Strongest La Paz - Peñarol Montevideo 1:2

13.03 Chaco Petrolero La Paz - Peñarol Montevideo 1:1

14.03 The Strongest La Paz - Nacional Montevideo 1:1

19.03 Peñarol Montevideo - Chaco Petrolero La Paz 1:0

20.03 Nacional Montevideo - The Strongest La Paz 5:0

22.03 Peñarol Montevideo - The Strongest La Paz 9:0

23.03 Nacional Montevideo - Chaco Petrolero La Paz 3:0

28.03 The Strongest La Paz - Chaco Petrolero La Paz 1:3

30.03 Peñarol Montevideo - Nacional Montevideo 0:2
| Club                   | G | V | N | P | Pti | GF | GS |
| ---------------------- | - | - | - | - | --- | -- | -- |
| Nacional Montevideo    | 6 | 5 | 1 | 0 | 11  | 14 | 2  |
| Peñarol Montevideo     | 6 | 3 | 1 | 2 | 7   | 14 | 6  |
| Chaco Petrolero La Paz | 6 | 1 | 1 | 4 | 3   | 5  | 9  |
| The Strongest La Paz   | 6 | 1 | 1 | 4 | 3   | 5  | 21 |

### Gruppo 3 Brasile, Venezuela
29.01 Palmeiras San Paolo - Fluminense Rio de Janeiro 0:2

31.01 Galicia Caracas - Italia Caracas 3:3

07.02 Galicia Caracas - Palmeiras San Paolo 2:3

10.02 Italia Caracas - Palmeiras San Paolo 0:3

14.02 Galicia Caracas - Fluminense Rio de Janeiro 1:3

17.02 Italia Caracas - Fluminense Rio de Janeiro 0:6

25.02 Palmeiras San Paolo - Italia Caracas 1:0

28.02 Fluminense Rio de Janeiro - Galicia Caracas 4:1

03.03 Palmeiras San Paolo - Galicia Caracas 3:0

03.03 Fluminense Rio de Janeiro - Italia Caracas 0:1

10.03 Fluminense Rio de Janeiro - Palmeiras San Paolo 1:3

14.03 Italia Caracas - Galicia Caracas 3:2
| Club                      | G | V | N | P | Pti | GF | GS |
| ------------------------- | - | - | - | - | --- | -- | -- |
| Palmeiras San Paolo       | 6 | 5 | 0 | 1 | 10  | 13 | 5  |
| Fluminense Rio de Janeiro | 6 | 4 | 0 | 2 | 8   | 16 | 6  |
| Italia Caracas            | 6 | 2 | 1 | 3 | 5   | 7  | 15 |
| Galicia Caracas           | 6 | 0 | 1 | 5 | 1   | 9  | 19 |

### Gruppo 4 Cile, Paraguay
07.02 Cerro Porteño Asunción - Guaraní Asunción 1:1

15.02 Cerro Porteño Asunción - Unión Española Santiago 2:1

18.02 Guaraní Asunción- Unión Española Santiago 1:1

21.02 Cerro Porteño Asunción - Colo Colo Santiago 0:0

24.02 Guaraní Asunción- Colo Colo Santiago 2:0

05.03 Guaraní Asunción- Cerro Porteño Asunción 2:2

06.03 Colo Colo Santiago - Unión Española Santiago 1:2

13.03 Unión Española Santiago - Guaraní Asunción 2:1

17.03 Colo Colo Santiago - Guaraní Asunción 3:2

20.03 Unión Española Santiago - Cerro Porteño Asunción 0:0

24.03 Colo Colo Santiago - Cerro Porteño Asunción 1:0

31.03 Unión Española Santiago - Colo Colo Santiago 1:1
| Club                    | G | V | N | P | Pti | GF | GS |
| ----------------------- | - | - | - | - | --- | -- | -- |
| Unión Española Santiago | 6 | 2 | 3 | 1 | 7   | 7  | 6  |
| Cerro Porteño Asunción  | 6 | 1 | 4 | 1 | 6   | 5  | 5  |
| Colo Colo Santiago      | 6 | 2 | 2 | 2 | 6   | 6  | 7  |
| Guaraní Asunción        | 6 | 1 | 3 | 2 | 5   | 9  | 9  |

### Gruppo 5 Colombia, Ecuador
28.02 Atlético Junior Barranquilla - Deportivo Cali 2:1

28.02 Barcelona Guayaquil -  Emelec Guayaquil 0:1

03.03 Barcelona Guayaquil - Deportivo Cali 1:0

07.03  Emelec Guayaquil - Deportivo Cali 3:1

07.03 Barcelona Guayaquil - Atlético Junior Barranquilla 3:1

10.03  Emelec Guayaquil - Atlético Junior Barranquilla 1:1

18.03 Atlético Junior Barranquilla - Barcelona Guayaquil 0:2

18.03 Deportivo Cali -  Emelec Guayaquil 1:0

21.03 Atlético Junior Barranquilla -  Emelec Guayaquil 0:0

21.03 Deportivo Cali - Barcelona Guayaquil 3:1

28.03 Deportivo Cali - Atlético Junior Barranquilla 2:0

28.03  Emelec Guayaquil - Barcelona Guayaquil 1:1
- Spareggio qualificazione (a Guayaquil)

31.03 Barcelona Guayaquil -  Emelec Guayaquil 3:0
| Club                         | G | V | N | P | Pti | GF | GS |
| ---------------------------- | - | - | - | - | --- | -- | -- |
| Barcelona Guayaquil          | 6 | 3 | 1 | 2 | 7   | 8  | 6  |
| Emelec Guayaquil             | 6 | 2 | 3 | 1 | 7   | 6  | 4  |
| Deportivo Cali               | 6 | 3 | 0 | 3 | 6   | 8  | 7  |
| Atlético Junior Barranquilla | 6 | 1 | 2 | 3 | 4   | 4  | 9  |

- Estudiantes La Plata accede direttamente alle semifinali in quanto campione in carica

## Semifinali

### Gruppo 1
14.04 Universitario Lima - Palmeiras San Paolo 1:2

22.04 Universitario Lima - Nacional Montevideo 0:0

02.05 Palmeiras San Paolo - Nacional Montevideo 0:3

06.05 Palmeiras San Paolo - Universitario Lima 3:0

11.05 Nacional Montevideo - Universitario Lima 3:0

18.05 Nacional Montevideo - Palmeiras San Paolo 3:1
| Club                | G | V | N | P | Pti | GF | GS |
| ------------------- | - | - | - | - | --- | -- | -- |
| Nacional Montevideo | 4 | 3 | 1 | 0 | 7   | 9  | 1  |
| Palmeiras San Paolo | 4 | 2 | 0 | 2 | 4   | 6  | 7  |
| Universitario Lima  | 4 | 0 | 1 | 3 | 1   | 1  | 8  |

### Gruppo 2
18.04 Barcelona Guayaquil - Estudiantes La Plata 0:1

25.04 Barcelona Guayaquil - Unión Española Santiago 1:0

29.04 Estudiantes La Plata - Barcelona Guayaquil 0:1

05.05 Unión Española Santiago - Barcelona Guayaquil 3:1

12.05 Unión Española Santiago - Estudiantes La Plata 0:1

19.05 Estudiantes La Plata - Unión Española Santiago 2:1
| Club                    | G | V | N | P | Pti | GF | GS |
| ----------------------- | - | - | - | - | --- | -- | -- |
| Estudiantes La Plata    | 4 | 3 | 0 | 1 | 6   | 4  | 2  |
| Barcelona Guayaquil     | 4 | 2 | 0 | 2 | 4   | 3  | 4  |
| Unión Española Santiago | 4 | 1 | 0 | 3 | 2   | 4  | 5  |

## Finale
Estudiantes La Plata - Nacional Montevideo 1:0 e 0:1, spareggio 0:2
26 maggio 1971 La Plata Estadio La Plata (30000)

Estudiantes La Plata - Nacional Montevideo 1:0(0:0)

Arbitro: Canessa (Cile)

Marcatori: 1:0 Romeo 60

Club Estudiantes de La Plata: Leone, Aguirre Suárez, Togneri, Malbernat, Pachamé, Medina, Romeo, Echecopar, Rudzki (Bedogni), Verde, Verón.

Club Nacional de Football: Manga, Blanco, Atilio Ancheta, Masnik, Mujica, Montero Castillo, Víctor Espárrago (Mameli), Maneiro, Prieto (Bareño), Luis Artime, Morales.
2 giugno 1971 Montevideo Estadio Centenario (70000)

Nacional Montevideo - Estudiantes La Plata 1:0(1:0)

Arbitro: Favilli Neto (Brasile)

Marcatori: 1:0 Masnik 28

Club Nacional de Football: Manga, Ubiña, Atilio Ancheta, Masnik, Blanco, Montero Castillo, Víctor Espárrago, Maneiro, Luis Cubilla (Prieto), Luis Artime, Morales.

Club Estudiantes de La Plata: Leone, Malbernat, Aguirre Suárez, Togneri, Medina, Pachamé, Echecopar, Romeo, Verde, Rudzki (Bedogni), Verón.
9 giugno 1971 Lima Estadio Nacional (41000)

Nacional Montevideo - Estudiantes La Plata 2:0(1:0)

Arbitro: Hormazabal (Cile)

Marcatori: 1:0 Víctor Espárrago 22, 2:0 Luis Artime 65

Club Nacional de Football: Manga, Ubiña, Atilio Ancheta, Masnik, Blanco, Montero Castillo, Víctor Espárrago, Maneiro (Mujica), Luis Cubilla, Luis Artime, Morales (Mameli).

Club Estudiantes de La Plata: Pezzano, Malbernat, Aguirre Suárez, Togneri, Medina, Pachamé, Romeo, Echecopar, Rudzki, Verde, Verón (Bedogni).